# Snoop Cube 40 $hort
Snoop Cube 40 $hort é o álbum de estúdio de estreia do supergrupo de hip hop Mount Westmore, formado pelos rappers Snoop Dogg, E-40, Too Short e Ice Cube. Ele foi inicialmente lançado pela editora discográfica blockchain em meados de 2022 com o nome Bad MF's e mais tarde lançado em serviços de streaming em 9 de dezembro de 2022, através da MNRK Music Group, e incluiu faixas inéditas que não foram apresentadas na versão original.  A produção ficou a cargo de vários produtores musicais, incluindo Rick Rock, Ant Banks, Soopafly e Droop-E. Conta com uma participação especial de P-Lo.

## Antecedentes
Os membros Too Short e E-40 vêm lançando músicas colaborativas desde meados da década de 1990, com seus álbuns colaborativos de estreia History: Function Music e History: Mob Music sendo lançados em 2012. A criação de um supergrupo esteve em discussão pouco tempo depois, mas só se concretizou em dezembro de 2020.
Ao ser entrevistado em um episódio do Hot Ones, o rapper E-40 foi questionado sobre quem é o maior rapper da Costa Oeste. Sua resposta foi Ele mesmo, Ice Cube, Too Short e Snoop. Pouco tempo depois o grupo se formou e começou a fazer música.
Em uma entrevista de 2021 com DJ Vlad, Too Short afirmou que o álbum de estreia do grupo seria seguido com "volumes", semelhante em estilo ao seu lançamento de The Pimp Tape (2018). Em abril de 2021, o grupo apresentou uma música intitulada "Big Subwoofer" na luta televisionada Jake Paul vs. Ben Askren. A música foi lançada oficialmente em 20 de outubro de 2021, junto com seu videoclipe para a compilação de estreia de Snoop Dogg na Def Jam, Snoop Dogg Presents Algorithm.
Em 11 de outubro, Ice Cube anunciou a data de lançamento do single "Too Big", que saiu em 21 de outubro. Seu álbum de estreia, intitulado Snoop Cube 40 $hort, foi lançado oficialmente em 9 de dezembro de 2022 em todas as plataformas digitais com lançamento em CD em sequencia.

## Recepção da critica
O site Metacritic, concedeu uma avaliação de 66 pontos de 100 possiveis com base na avaliação de cinco criticos especializados.

## Performance comercial
Snoop Cube 40 $hort estreou na posição 188 na Billboard 200.

## Faixas
| N.º            | Título                                          | Produtor                         | Duração |  |
| 1.             | "California"                                    | Rick Rock                        | 3:15    |  |
| 2.             | "Motto"                                         | Rick Rock                        | 3:38    |  |
| 3.             | "Big Subwoofer"                                 | Kato P. Keys                     | 3:39    |  |
| 4.             | "Too Big" (com a participação especial de P-Lo) | P-Lo                             | 3:36    |  |
| 5.             | "Activated"                                     | ShawnSki We Got Hits Productions | 3:59    |  |
| 6.             | "Have a Nice Day"                               | Dem Jointz Jenn Em               | 5:03    |  |
| 7.             | "Ghetto Gutter"                                 | Ant Banks Droop-E                | 3:41    |  |
| 8.             | "Free Game"                                     | DecadeZ                          | 3:51    |  |
| 9.             | "I Got Pull"                                    | ProHoeZak                        | 3:30    |  |
| 10.            | "Up & Down"                                     | DecadeZ                          | 4:34    |  |
| 11.            | "Do My Best"                                    | Uncle Chucc                      | 4:29    |  |
| 12.            | "Lace You Up"                                   | Soopafly                         | 4:15    |  |
| 13.            | "Tribal"                                        | Jelly Roll                       | 3:59    |  |
| 14.            | "How Many"                                      | Ant Banks Big Zeke               | 4:21    |  |
| 15.            | "On Camera"                                     | Rick Rock                        | 4:34    |  |
| 16.            | "Mash"                                          | EJ Galloway                      | 4:33    |  |
| Duração total: | Duração total:                                  | Duração total:                   | 65:00   |  |

## Desempenho nas paradas músicas

### Gráficos semanais
| Paradas (2022)                                | Melhor posição |
| --------------------------------------------- | -------------- |
| Estados Unidos (Billboard 200)                | 188            |
| Estados Unidos (Billboard Independent Albums) | 24             |